# Nesticus murgis
Nesticus murgis är en spindelart som beskrevs av Ignacio Ribera och De Mas 2003. Nesticus murgis ingår i släktet Nesticus och familjen grottspindlar.
Artens utbredningsområde är Spanien. Inga underarter finns listade i Catalogue of Life.